# Gamochaeta oligantha
Gamochaeta oligantha là một loài thực vật có hoa trong họ Cúc. Loài này được (Phil.) L.E.Navas mô tả khoa học đầu tiên năm 1979.